# Vladimir Konstantinov (politik)
Vladimir Andrejevič Konstatinov (rusky Владимир Андреевич Константинов, ukrajinsky Константинов Володимир Андрійович; * 19. listopadu 1956) je krymský politik a současný předseda Nejvyšší rady Republiky Krym.

## Biografie
Vladimir Andrejevič Konstantinov se narodil ve vesnici Vladimirovica v podněsterské části Moldavské SSR. V roce 1973 dokončil střední školu a následně absolvoval simferopolskou pobočku Sevastopolského strojního institutu, obor průmyslových a inženýrských staveb. V letech 1979 až 1981 vykonal vojenskou službu v ozbrojených silách SSSR.

## Politická kariéra

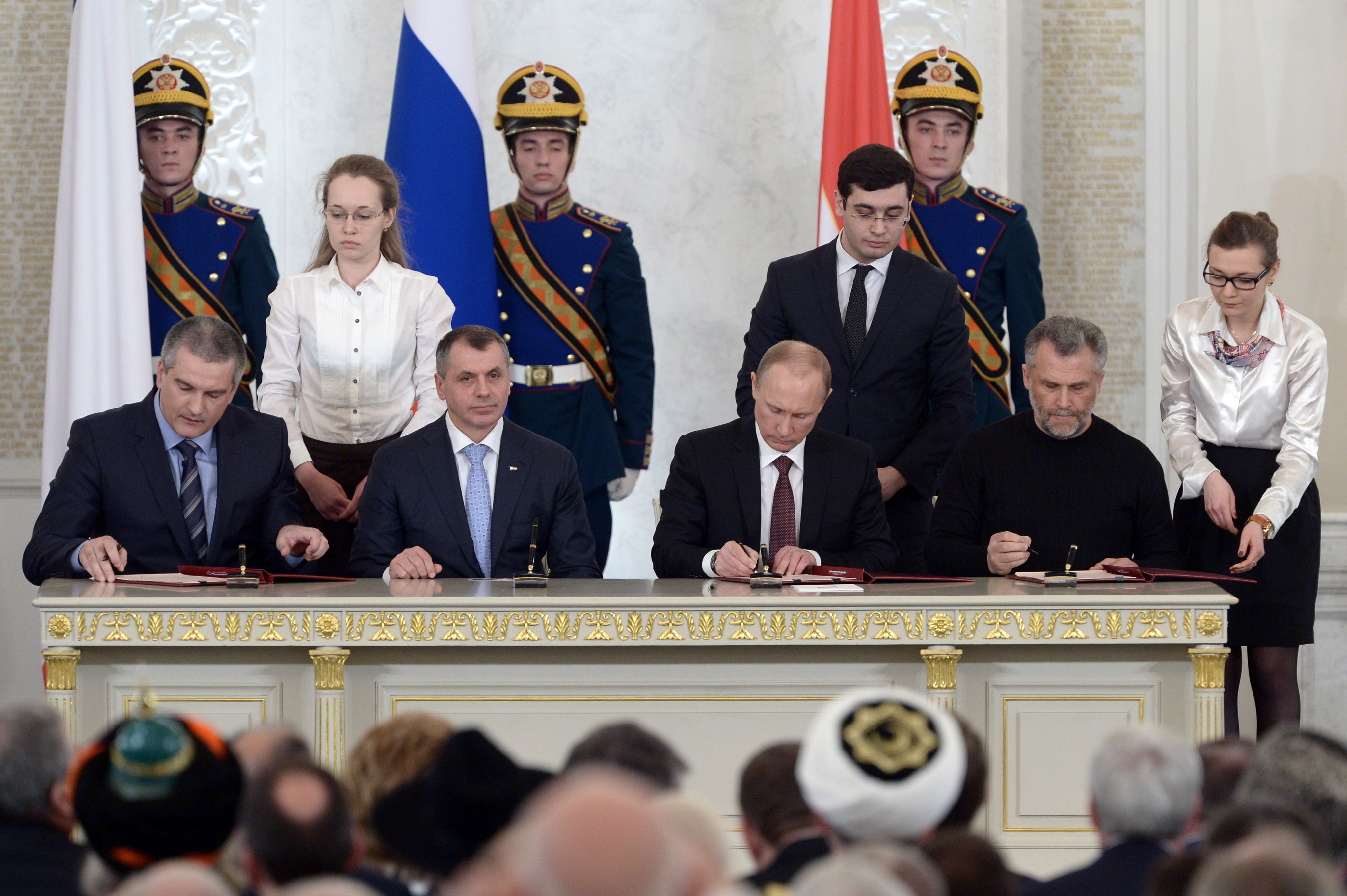
Podpis smlouvy o přijetí Krymské republiky a Sevastopolu do Ruska. Zleva doprava: S. Aksjonov, V. Konstantinov, V. Putin a A. Čalyj.

V letech 1998 až 2002 byl místopředsedou Nejvyšší rady Autonomní republiky Krym. Od 17. března 2010 je ve funkci předsedy Nejvyšší rady.
V úterý, 18. března 2014, již, coby předseda Státní rady Republiky Krym, spolu s předsedou Rady ministrů Krymu Sergejem Aksjonovem a předsedou Koordinační rady správy (tj. dočasným starostou) města Sevastopolu Alexejem Čalým, podepsal s ruským prezidentem Putinem přijetí Republiky Krym a města Sevastopolu do Ruské federace – čímž v rámci ní vznikly dvě nové entity: Republika Krym a Federální město Sevastopol.